# Ahoyéyé
Ahoyéyé ist ein Arrondissement im Departement Plateau in Benin. Es ist eine Verwaltungseinheit, die der Gerichtsbarkeit der Kommune Pobè untersteht. Gemäß der Volkszählung von 2013 hatte Ahoyéyé 11.391 Einwohner, davon waren 5399 männlich und 5992 weiblich.